# The Moon Is Blue
The Moon Is Blue is een Amerikaanse filmkomedie uit 1953 onder regie van Otto Preminger.
Het scenario is gebaseerd op het gelijknamige toneelstuk van F. Hugh Herbert uit 1951. Nog voordat de film in productie was genomen, waren er al problemen met de censuur. De Production Code Office die alle scenario's vooraf las, waarschuwde Preminger dat de film geen goedkeuring zou krijgen omdat het scenario in strijd was met de Hays Code, de zelfcensuur van de Amerikaanse filmindustrie. Preminger weigerde het scenario aan te passen en werd hierin gesteund door United Artists. De film werd zonder certificaat van goedkeuring uitgebracht in geselecteerde bioscopen en bracht uiteindelijk 3,5 miljoen dollar op op een budget van 373.445 dollar.

## Verhaal
Op de bovenste verdieping van het Empire State Building flirt architect Don Gresham, een onverbeterlijke playboy, met aankomend actrice Patty O'Neill. Hoewel Patty op de hoogte is van zijn verloving met Cynthia Slater accepteert ze zijn uitnodiging voor een etentje, maar al snel blijkt dat Don op weg is naar zijn appartement. Glimlachend vraagt ze of hij haar soms wil verleiden. In de hal van het gebouw ontmoeten ze Cynthia die echter net doet of ze Don niet kent. Patty blijft achter in Dons appartement als de laatste boodschappen gaat doen voor het diner. Niet lang na zijn vertrek belt Cynthia Slater aan, maar zij vertrekt weer zonder iets te zeggen. Voordat Don terug is, belt de volgende bezoeker, David Slater, de vader van Cynthia aan. Ze praten wat en David bekent dat hij is gekomen om Don eens goed de les te lezen omdat hij misbruik maakt van Cynthia. Als Don terugkeert met de boodschappen heeft Patty David al uitgenodigd om mee te eten. Tijdens het diner krijgt Don het verwijt van David dat hij Cynthia niet heeft verleid, waardoor het meisje zich vernederd voelt. Don legt uit dat hij Cynthia niet wilde verleiden uit angst om aan verplichtingen vast te zitten. Niemand weet dat Cynthia het appartement van Don bespioneert. Tot haar afgrijzen ziet ze dat Patty haar jurk uittrekt en Dons kamerjas aantrekt. Wat ze niet weet is dat Patty ketchup op haar jurk heeft gekregen. Een wanhopige Cynthia belt naar Don en zegt dat ze zichzelf zal verdrinken in de badkuip. Onwillig geeft Don toe en spreekt met haar af in een bar. Intussen ontwikkelt zich ook het een en ander tussen David en Patty. Een smoorverliefde David doet Patty een aanzoek, maar zij wijst hem af. De ongelukkige David vraagt Patty om alles nog eens te overdenken. Hij biedt haar de zeshonderd dollar aan die hij net heeft gewonnen als Patty vijftien weken afziet van andere mannen. Ditmaal accepteert Patty zijn voorstel. Als Don en Cynthia terugkeren zien ze dat Patty een kus geeft aan David. Hoewel Patty gelijk uitlegt dat ze David alleen maar bedankt, is Don woedend. Hij zegt dat Cynthia gelijk heeft toen ze Patty een "beroepsmaagd" noemde. Niet veel later wordt Patty opgehaald door haar vader die, in de veronderstelling dat zijn dochter wordt belaagd, Don tegen de grond slaat. Als Patty later op de avond terugkeert naar het appartement van Don eist ze dat hij uitlegt wat Cynthia bedoelde met 'beroepsmaagd'. Don is nog altijd boos over de vuistslag van Patty's vader en zegt dat een beroepsmaagd pronkt met haar maagdelijkheid om haar zin te krijgen. Op dat moment komt David weer binnen en roept uit dat Patty haar woord heeft gebroken en eist zijn geld terug. Als Patty de zeshonderd dollar teruggeeft, beledigt Don haar en trekt zich terug in de slaapkamer. Als Patty de volgende dag naar de bovenste verdieping van het Empire State Building gaat, ziet ze Don daar zitten kniezen. Het blijkt dat Don nog altijd smoorverliefd is op haar en hij probeert haar te kussen. Maar Patty eist eerst een huwelijksaanzoek compleet met alle toeters en bellen. Waarop Don op zijn knieën gaat en zijn geliefde ten huwelijk vraagt. Zonder aarzelen zegt Patty nu "ja".

## Rolverdeling
| Acteur            | Personage       |
| ----------------- | --------------- |
| William Holden    | Don Gresham     |
| David Niven       | David Slater    |
| Maggie McNamara   | Patty O'Neill   |
| Tom Tully         | Michael O'Neill |
| Dawn Adams        | Cynthia Slater  |
| Fortunio Bonanova | Artiest         |
| Gregory Ratoff    | Taxichauffeur   |

## Achtergrond

### Voorgeschiedenis
In 1951 was het toneelstuk The Moon Is Blue in première gegaan op Broadway. De regie was in handen van Otto Preminger en in de hoofdrollen waren Barbara Bel Geddes, Donald Cook, en Barry Nelson te zien. Het stuk haalde 924 voorstellingen en United Artists was geïnteresseerd in een filmbewerking. Preminger leverde zijn salaris in, in ruil voor een aandeel van 75 procent van de winst. Daarbij eiste hij wel volledige artistieke vrijheid.

### Scenario
De Amerikaanse filmindustrie had in 1934 afgesproken dat de studio's ieder filmscenario vooraf zouden voorleggen aan de Production Code Administration (PCA). Medewerkers van het PCA controleerden dan of het scenario voldeed aan de eisen van de Hays Code. In deze code was onder andere opgenomen dat er geen seks of verwijzingen naar seks in het scenario mochten zijn opgenomen. Ook woorden als 'maagd', 'verleiden' of 'minnares' waren verboden. Ook moest een scenario qua moraal te verantwoorden zijn, dus geen ontrouw of seks voor het huwelijk. De voorzitter van de PCA, Joseph Breen, liet op 13 juli 1952 aan Preminger weten dat het scenario in strijd met de Hays Code was vanwege een 'onverantwoord lichtvoetige houding ten opzichte van ongeoorloofde seks en onderwerpen als verleiding en ontrouw'. Op 26 december 1951 leverde Preminger een herziene versie in, die echter op 2 januari 1952 werd teruggestuurd met dezelfde bezwaren. Voor Preminger was de maat vol en op 6 januari deelde hij aan de PCA mee dat hij het scenario zou verfilmen zonder de censuureisen van het kantoor.

### Acteurs
United Artists was het aanvankelijk niet eens met de keuze van David Niven in de rol van David Slater. Men was van mening dat Nivens carrière voorbij was en dat zijn naam niet langer bezoekers naar de bioscoop trok. Preminger trok zich echter niets van de bezwaren aan en castte Niven toch. Wel liet Preminger Niven optreden in een aantal voorstellingen van het stuk om hem voor te bereiden op de rol.
Actrice Maggie McNamara had alleen nog op het toneel gespeeld en maakte haar filmdebuut met deze film. Eerder speelde ze de rol van Patty O'Neill in het toneelstuk in Chicago. Ze was de laatste van de hoofdrolspelers die werd uitverkoren.

### Productie
Otto Preminger filmde zowel een Duitstalige als Engelstalige versie van de The Moon Is Blue. De Duitse versie was getiteld Die Jungfrau auf dem Dach. Beide versies werden vrijwel tegelijkertijd opgenomen met dezelfde sets maar met Duitse en Amerikaanse acteurs. Preminger berekende dat hij de opnametijd zo kon terugbrengen tot tien dagen en het budget voor elke film tot iets meer dan drie ton. Na tien dagen van repeteren begon Preminger op 21 januari 1952 met de opnames van de Duitse en de Amerikaanse versie. Eerst nam hij een Engelstalige scène op, gevolgd door de Duitstalige. In totaal was Preminger 24 dagen bezig om de twee films te voltooien.

### Censuur
Op 8 april 1952 was de eerste preview en twee dagen later deelde de PCA aan Preminger mee dat de film geen certificaat van goedkeuring zou krijgen. Dit certificaat was noodzakelijk om te voorkomen dat de eigenaren van bioscopen in de VS de film zouden weigeren. Preminger was woedend over wat hij 'een onrechtvaardige aanval op een onschuldig verhaal' noemde. Samen met de directeuren van United Artists, Arthur B. Krim en Robert S. Benjamin, probeerde hij verhaal te halen bij de Motion Picture Association of America board of directors, maar kreeg daar geen voet aan de grond. Desondanks bracht United Artists de film in roulatie, zonder certificaat van goedkeuring van de PCA. Omdat men wel wist dat bioscopen in het meer conservatieve deel van de VS dan de film zouden boycotten, beperkte United Artists de release tot de belangrijkste grote steden. De première, met het stempel 'alleen voor volwassenen', was op 22 juni in Chicago. Al snel pikten ook andere bioscoopketens de film op en op 8 juli 1953 werd de film in de hele VS uitgebracht. Eind 1953 stond de film op nummer 15 van meest winstgevende films van dat jaar met een opbrengst van 3,5 miljoen. Dit ondanks een boycot van de film in Kansas, Ohio en Maryland. Preminger zaagde met zijn verzet tegen de PCA aan de poten van de Hays Code en de zelfcensuur van Hollywood. Hij zou dat in 1955 herhalen met The Man with the Golden Arm en in 1959 met Anatomy of a Murder. De Hays Code zou in de jaren zestig nog meer terrein verliezen en in 1968 verdwijnen. Het was dan ook ironisch dat de PCA in 1961 zowel The Moon Is Blue als The Man with the Golden Arm alsnog een certificaat van goedkeuring zou verlenen.

## Muziek
De volgende nummers zijn te horen:
- The Moon Is Blue (Herschel Burke Gilbert en Sylvia Fine)
- Drink to Me Only with Thine Eyes (Ben Jonson)
- Walkürenritt (Richard Wagner)

## Prijzen en nominaties
| Jaar | Prijs                          | Categorie              | Genomineerde(n)                    | Uitslag     |
| ---- | ------------------------------ | ---------------------- | ---------------------------------- | ----------- |
| 1953 | Oscars                         | Beste actrice          | Maggie McNamara                    | Genomineerd |
| 1953 | Oscars                         | Beste originele nummer | Herschel Burke Gilbert Sylvia Fine | Genomineerd |
| 1953 | Oscars                         | Beste montage          | Otto Ludwig                        | Genomineerd |
| 1953 | Golden Globes                  | Beste acteur           | David Niven                        | Gewonnen    |
| 1953 | Writers Guild of America Award | Beste komedie          | F. Hugh Herbert                    | Gewonnen    |